# هيلغا شميد
هيلغا شميد (بالألمانية: Helga Schmid)‏ هي دبلوماسية ألمانية، ولدت في 8 أبريل 1960 في بافاريا في ألمانيا.